# Gusztáv Frigyes Keleti

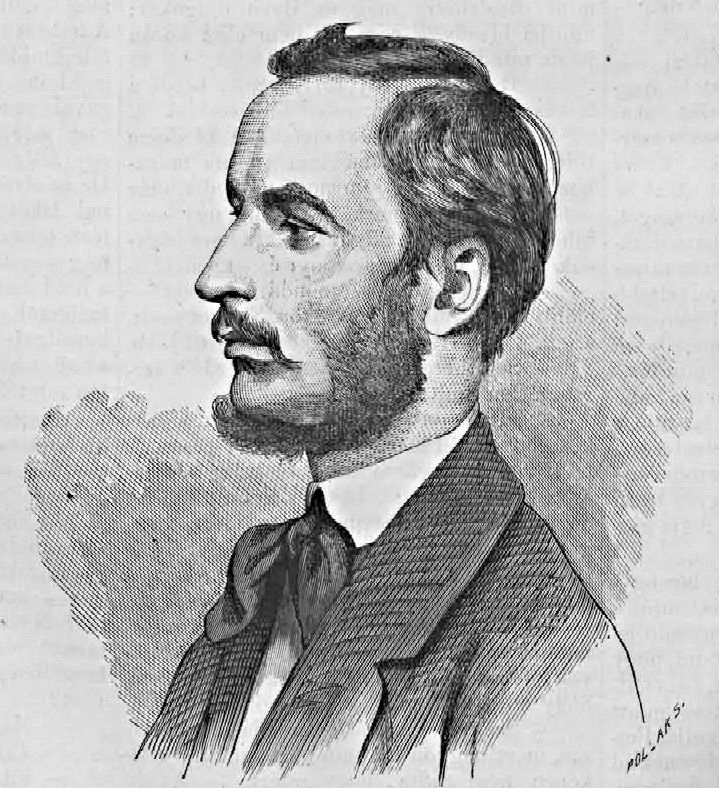
Gusztáv Frigyes Keleti, porträtiert von Pollák Zsigmond

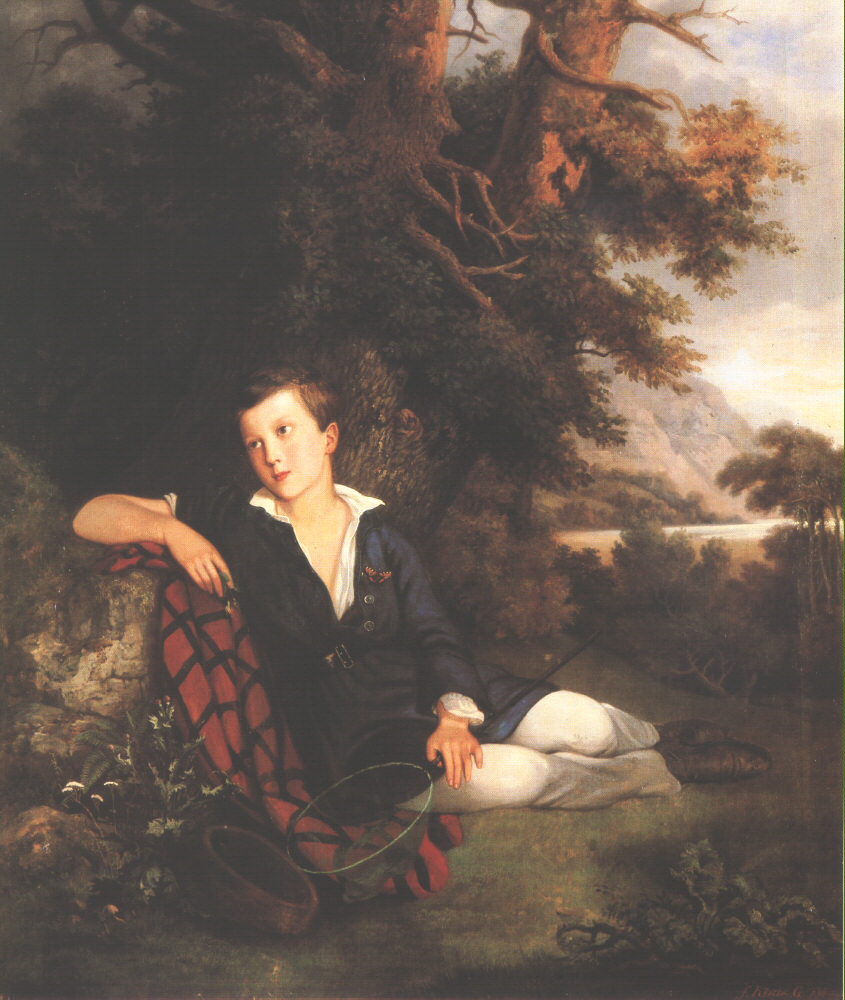
Der junge Loránd Eötvös, 1858

Gusztáv Frigyes Keleti (* 13. Dezember 1834 in Pressburg; † 2. September 1902 in Budapest) war ein ungarischer Maler und Kunstkritiker.

## Leben
Keleti studierte anfangs Jura an den Universitäten Pest und Wien und wurde dann Erzieher im Haus des ungarischen Unterrichtsministers József Eötvös, dessen Geistesrichtung auf seine Entwicklung nachhaltigen Einfluss übte.
Seiner Neigung folgend, wandte sich Keleti darauf der Künstlerlaufbahn zu. Während eines mehrjährigen Aufenthalts an der Kunstakademie München fand er unter dem Einfluss von Johann Fischbach, Friedrich Voltz und Eduard Schleich seine eigenen Wege, die ihn im Fach der Landschaftsmalerei der lyrisch-heroischen Richtung zuführten.
Nebenbei versuchte er, seinen durch wiederholte Reisen erweiterten Kunstanschauungen auch auf literarischem Gebiet in Ungarn Geltung zu verschaffen und dort eine objektivere und verständnisvollere Kunstkritik anzubahnen.
1871 wurde unter seiner Leitung die königlich-ungarische Landeszeichenschule und Zeichenlehrerbildungsanstalt, 1880 die königliche Kunstgewerbeschule errichtet, deren Direktor Keleti war. Ab 1874 war er auch Mitglied der ungarischen Akademie.